# Nicetas Got
Nicetas Got, Nikita Męczennik cs. Wielikomuczenik Nikita (zm. ok. 372) – męczennik chrześcijański (zwany w Bizancjum megalomartyr – wielkomęczennik), święty Kościoła katolickiego i prawosławnego.

## Życiorys
Nicetas żył w IV wieku. Był pogańskim dowódcą wojskowym, pochodził z wpływowej i bogatej rodziny z plemienia Gotów żyjącego nad Dunajem. Chrzest przyjął z rąk biskupa Teofila, uczestnika I Soboru Powszechnego w Nicei. Według greckiej Passio posiadał arystokratyczne pochodzenie i był spokrewniony z biskupem Teofilem. Kiedy książę Atanaryk rozpoczął prześladowania chrześcijan w swoim kraju, został upomniany przez Nicetasa, aby zaprzestał tego procederu. Niezadowolony z tego faktu książę zażądał od Nicetasa wyparcia się wiary chrześcijańskiej. Nicetas odmówił i został przez władcę skazany na tortury a następnie na śmierć przez spalenie. Ciało męczennika, na rozkaz Atanaryka, porzucono bez pogrzebania. Pod osłoną nocy zwłoki zabrał jego przyjaciel Marian z Cylicji.

## Świątynie i relikwie
Ciało świętego zostało pochowane w domu Mariana w Mopsuestii w Cylicji. Dom Mariana począł obfitować w wiele łask i błogosławieństw. Ponieważ dom ten nie mógł pomieścić wielkich tłumów wiernych, zbudowano świątynię, dokąd przeniesiono relikwie świętego. Relikwie męczennika zostały później przeniesione do Konstantynopola (XII w.), a następnie do Monasteru Wysokie Deczany w Serbii. W XIV wieku miano je przenieść do Wenecji.

## Patronat
Święty Nicetas jest patronem greckiej wyspy Nisiros. Za patrona mają go zarówno świątynie katolickie jak i prawosławne m.in.:
- Parafia św. Nikity w Kostomłotach
- Cerkiew św. Nikity Męczennika w Kostomłotach

U wyznawców prawosławia jest orędownikiem za dzieci chore na padaczkę. Uważany jest również za opiekuna ptaków pływających. Jego kult ma charakter powszechny, chociaż koncentruje się na Bałkanach.

## Ikonografia
Na ikonach męczennik przedstawiany jest w zbroi rzymskiego rycerza, z narzuconym na nią jasnoczerwonym płaszczem. Jest mężczyzną w sile wieku z krótką, jasnokasztanową brodą. W dłoniach trzyma narzędzia walki: pikę i miecz, a na niektórych ikonach również krzyż męczeński.

## Dzień obchodów
Jego wspomnienie liturgiczne w Kościele katolickim obchodzone jest 15 września.
W Kościele greckokatolickim, jak i prawosławnym, z uwagi na liturgię według kalendarza juliańskiego wspomnienie wielkiego męczennika obchodzone jest 15/28 września tj. 28 września według kalendarza gregoriańskiego.